# 唐臼町
唐臼町（からうすちょう）は、愛知県津島市の地名。

## 地理
津島市中央部に位置する。南から東は中一色町、西は元寺町・杁前町、北は南新開町に接する。

### 河川
唐臼町の西側を流れる河川
- 温常寺川[7]
- 東温常寺川[7]

### 字一覧
- 前南（まえみなみ）
- 半池（はんいけ）
- 大島（おおしま）
- 中杁（なかいり）
- 四反田（よしたんだ）
- 郷裏（ごううら）
- 大門（だいもん）
- 西島（にしじま）
- 東田面（ひがしためん）
- 茨塚（いばらづか）
- 囲外（かごそと）
- 油田（あぶらだ）
- 当理（とうり）
- 柳原（やなぎはら）
- 立出（たつだし）
- 二ッ池（ふたついけ）
- 代官田（だいかんだ）
- 道上（みちがみ）

## 歴史

### 沿革

#### 江戸時代
- 江戸時代 - 尾張国海東郡の尾張藩領佐屋代官所支配の唐臼村として所在した[1]。

#### 明治時代
- 1878年（明治11年） - 鬼頭新田および落合新田の各一部を編入する[1]。
- 1889年（明治22年） - 唐臼村・中一色村・鹿伏兎村・半右衛門新田の合併に伴い、神島田村大字唐臼となる[1][8]。
- 1906年（明治39年） - 神島田村・大井村・千秋村の合併に伴い、永和村大字唐臼となる[1][8]。

#### 昭和時代
- 1956年（昭和31年） - 合併に伴い、津島市唐臼町となる[1][8]。
- 1959年（昭和34年）-  伊勢湾台風により浸水 [8]。
- 1960年（昭和35年） - 土地改良が始まる[8]。
- 1964年（昭和39年） - 県営唐臼住宅（西島）が出来る[8]。
- 1963年（昭和38年）～1966年（昭和41年） - 市営唐臼住宅（四反田）が出来る[8]。
- 1977年（昭和50年） - 津島唐臼簡易郵便局が取り扱い開始される[8]。
- 1979年（昭和54年） - 永見福祉会 唐臼保育園（郷裏）が開園する[8]。
- 1987年（昭和62年） - 暁中学校（囲外）が開校する[8]。

#### 平成時代
- 1992年（平成4年） - 県営住宅が建て替えられる[8]。
- 2000年（平成12年） - 東海豪雨が発生する。
- 2015年（平成27年） - さかえ団地（油田）周辺で公共下水道が共用開始される。[9]

## 世帯数と人口
2018年（平成30年）1月1日現在の世帯数と人口は以下の通りである。
| 町丁   | 世帯数    | 人口    |
| ------ | --------- | ------- |
| 唐臼町 | 1,435世帯 | 3,541人 |

### 人口の変遷
国勢調査による人口の推移
| 1995年（平成7年）  | 3,136人 | [ 10 ] |  |
| 2000年（平成12年） | 3,582人 | [ 11 ] |  |
| 2005年（平成17年） | 3,746人 | [ 12 ] |  |
| 2010年（平成22年） | 3,813人 | [ 13 ] |  |
| 2015年（平成27年） | 3,773人 | [ 14 ] |  |

## 学区
市立小・中学校に通う場合、学区は以下の通りとなる。また、公立高等学校に通う場合の学区は以下の通りとなる。
| 番・番地等 | 小学校               | 中学校           | 高等学校 |
| ---------- | -------------------- | ---------------- | -------- |
| 全域       | 津島市立神島田小学校 | 津島市立暁中学校 | 尾張学区 |

## 交通

### 公共交通機関

#### バス停[7]
名鉄バス（百町・地下鉄岩塚経由）
- 唐臼住宅前
  - 設置場所：西島・四反田
- 新唐臼（バス停設置場所はふれあいバス「唐臼」バス停と同一箇所に存在。）
  - 設置場所：柳原・郷裏

津島市巡回バス
- ｢ふれあいバス｣Bコース（神島田地区コース） [18]
  - 唐臼北（上下）
  - 唐臼（上下）
  - 唐臼東（上下）
  - 永宝団地南（上下）（永宝団地自体は津島市「中一色町」内に存在する。）

### 道路

#### 通過路線
- 愛知県道115号津島七宝名古屋線[6]
- 愛知県道114号津島蟹江線

#### 信号交差点[7]
- 唐臼町 交差点（西島・当理）
  - 愛知県道115号津島七宝名古屋線と、愛知県道114号津島蟹江線の交差点。愛知県道115号津島七宝名古屋線の起点にもなっている。
- 唐臼町東交差点（茨塚・柳原）
  - 愛知県道115号津島七宝名古屋線上の交差点。
- 唐臼町交差点（西島・中杁）
  - 愛知県道114号津島蟹江線上の交差点。
- 中杁交差点（半池）
  - 愛知県道114号津島蟹江線上の交差点。押しボタン式。

## 施設

### 団地・住宅
- さかえ団地（油田周辺）[8] [6][7]
  - 1971年（昭和46年）完成。完成当時は86戸だった。
- 県営唐臼住宅（西島）[8] [7]
  - 1964年（昭和39年）完成。完成当時は133戸だったが、1992年（平成4年）に新築され168戸になった。
- 市営唐臼住宅（四反田）[8] [7][9]
  - 1963年（昭和38年）～1966年（昭和41年）完成。1963年（昭和38年）に40戸、1964年（昭和39年）に20戸、1965年（昭和40年）に20戸、1966年（昭和41年）には21戸完成し、最終的には103戸になった。

### 教育施設
- 津島市立暁中学校（囲外）[8][15][7][9]
  - 1987年（昭和62年）4月1日、津島市立藤浪中学校より分離し開校。
- 永見福祉会　唐臼保育園（郷裏）[8] [7]
  - 1979年（昭和54年）4月1日開園。

### 寺院・神社
- 唐臼神社（柳原）[8] [6][7][9]
- 真宗大谷派安託寺（郷裏）[8] [6][7][9]

### 医療施設

#### 病院
- 医療法人宏徳会　安藤病院（四反田）[7]
  - 1991年（平成3年）4月1日開設。

#### 老人ホーム
- 特別養護老人ホーム　恵寿荘（四反田）[7]
  - 1990年（平成2年）4月1日開設。

#### 歯科医
- 唐臼歯科医院（当理）[7]

#### 接骨院
- 中部接骨院（東田面）[7]
  - 2011年（平成23年）12月13日開設。
- やまだ接骨院（当理）[7]

### 郵便局
- 津島唐臼簡易郵便局（西島）[8] [7]

1977年（昭和52年）12月1日取扱開始。

## その他

### 日本郵便
- 郵便番号 : 496-0026[4]（集配局：津島郵便局[19]）。